# Grammopsis clavigera
Grammopsis clavigera är en skalbaggsart som först beskrevs av Bates 1866.  Grammopsis clavigera ingår i släktet Grammopsis och familjen långhorningar.
Artens utbredningsområde är:
- Surinam.
- Venezuela.

Inga underarter finns listade i Catalogue of Life.